# Albert von Rickmersdorf
Albert von Rickmersdorf (* um 1316 in Rickmerstorf; † 8. Juli 1390 in Halberstadt), auch Albertus de Saxonia (lt. Albert von Sachsen), Albert von Helmstedt, Albertutius, Albert von Ricmestorp, Albertus parvus genannt, war ein deutscher Mathematiker und Logiker. Als Albrecht III. war er von 1366 bis 1390 Bischof von Halberstadt.

## Leben und Wirken

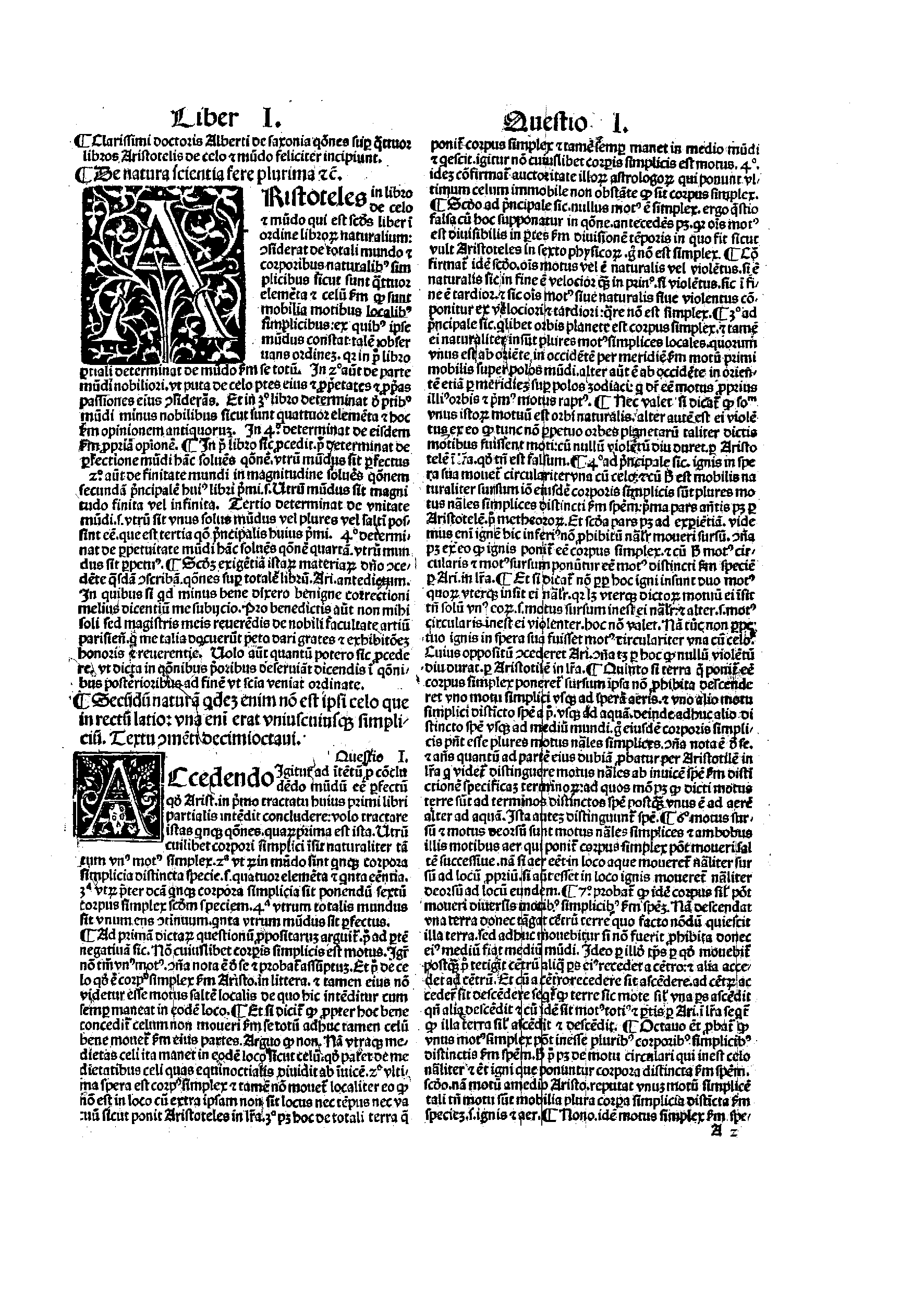
Questiones subtilissime in libros de caelo et mundo, 1492

Albert von Sachsen wurde als Albrecht Rike, Sohn des Bauern Bernhard Rike, in Rickensdorf bei Helmstedt geboren. Nach dem Studium in Prag und Paris lehrte er von 1351 bis 1362 als Professor an der Universität von Paris und wurde 1353 Rektor der Sorbonne. Dann ging er an den Hof des Papstes Urban V. nach Avignon, wo er im Auftrag Herzog Rudolfs IV. von Österreich erfolgreich Verhandlungen zur Bestätigung der Universität Wien führte. Albert von Sachsen wurde 1365 erster Rektor dieser Universität. Am 21. Oktober 1366 wurde er, von diesem Zeitpunkt an Albrecht III. genannt, Bischof von Halberstadt.
Im September 1367 wurde Albert von Rickmersdorf, bei der Schlacht von Dinklar, gefangen genommen, und gegen ein Lösegeld freigelassen.
Albert von Sachsen war an der Entwicklung der Impetustheorie beteiligt, für die er vorschlug, den Bewegungsablauf des Körpers in drei statt wie bisher zwei Abschnitte zu unterteilen.
Er starb am 8. Juli 1390 und wurde in der Mitte des Halberstädter Doms begraben.

## Werke
- Sophismata et Insolubilia et Obligationes, Paris 1489 und Hildesheim 1975 als Reproduktion
- Tractatus proportionum, Venedig 1496 und Wien 1971: Herausgeber Hubert L. L. Busard
- De latudinibus, Padua 1505
- Perutilis Logica Magistri Alberti de Saxonia, Venedig 1522 und Reproduktion in Hildesheim 1974
- De latitudinibus formarum
- De maximo et minimo
- Tractatus proportionum
- De quadratura circuli
- Quaestiones super quatuor libros Aristotelis de caelo et mundo (hrsg. von Hieronymus Surianus, Venedig 1497: Digitalisat)